# سفارة البحرين لدى الهند
سفارة البحرين لدى الهند هي البعثة الدبلوماسية لمملكة البحرين لدى جمهورية الهند، وتقع بالعاصمة مومباي.